# Селенипедиум
Селенипедиум (лат. Selenipedium) — род многолетних травянистых растений семейства Орхидные.
В прошлом культивировались для получения заменителя ванили. В настоящее время его разведением почти не занимаются из-за низкой рентабельности. Все виды рода Селенипедиум входят в Приложение II Конвенции CITES. Цель Конвенции состоит в том, чтобы гарантировать, что международная торговля дикими животными и растениями не создаёт угрозы их выживанию.

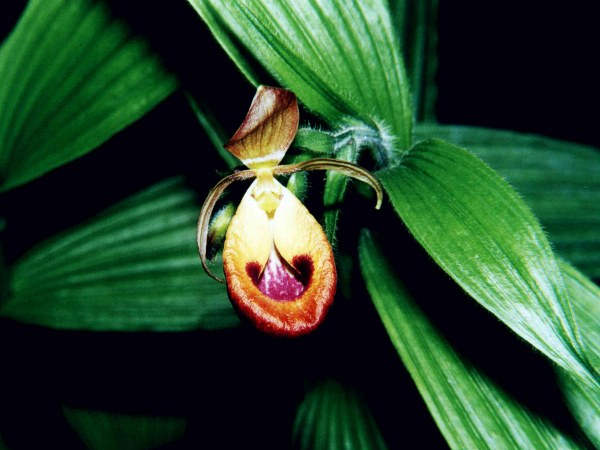
Selenipedium palmifolium

## Биологическое описание
Наземные или эпифитные травы с двурядно облиствёнными надземными побегами, являющимися конечными членами симподиального подземного корневища, или с укороченными побегами и розетками листьев на поверхности субстрата. К роду селенипедиум принадлежат крупнейшие наземные орхидеи Америки — стебли их могут достигать в высоту 5 м.

## Распространение и экологические особенности
Центральная и Южная Америка.

## Виды
Список видов по данным Королевских ботанических садов в Кью:
- Selenipedium aequinoctiale Garay
- Selenipedium chica Rchb.f.
- Selenipedium isabelianum Barb.Rodr.
- Selenipedium palmifolium (Lindl.) Rchb.f. & Warsz.
- Selenipedium steyermarkii Foldats
- Selenipedium vanillocarpum Barb.Rodr.

## В культуре
Встречаются в коллекциях ботанических садов. Частными любителями орхидей практически не выращиваются. 